# Кузовные автогонки

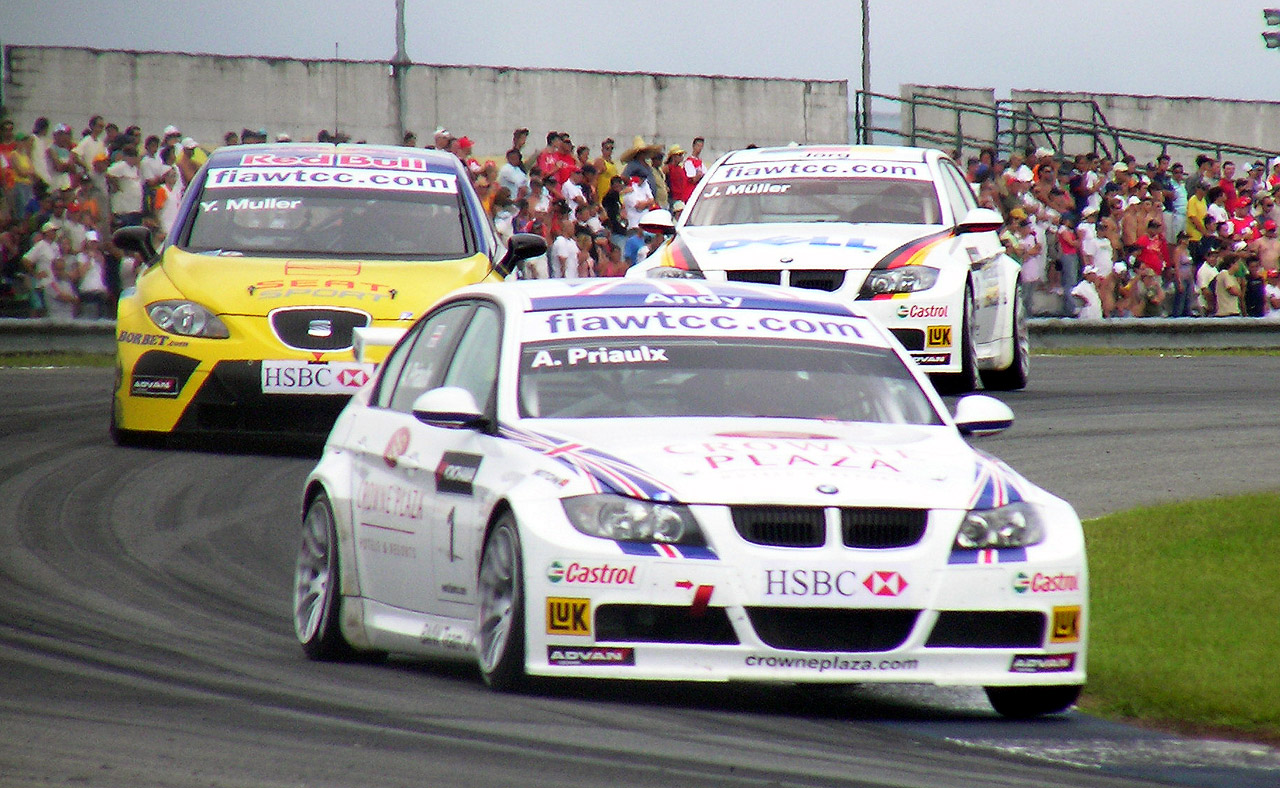
Пилоты WTCC на трассе в бразильской Куритибе в 2007 году

Кузовны́е автого́нки — общий термин для обозначения автомобильных кольцевых гонок, которые проводятся на модифицированных моделях серийных автомобилей. Популярны в России, Аргентине, Австралии, Бразилии, Германии, Японии, Великобритании и США.

## Характеристики кузовных автомобилей
Технический регламент варьируется в зависимости от страны, проводящей гонку. В большинстве серий спортивный автомобиль имеет стандартный, сходный с серийным кузов, однако многие детали и компоненты разрешено значительно модифицировать в соответствии с техническими требованиями соревнований. Изменения вносятся в двигатель, подвеску, тормоза, колёса. На кузов машины ставятся аэродинамические элементы, призванные снизить сопротивление воздуха и создать дополнительную нагрузку на ведущие колеса. Часто регламент составляется таким образом, чтобы снизить затраты на участие. Для этого организаторы часто запрещают использовать дорогостоящие материалы и технологии. Кроме того, в регламенте иногда прописывают меры, предусматривающие поддержание конкуренции. Чаще всего применяется принцип «гандикапа», когда машины тех, кто показал лучшие результаты на данном этапе, к следующему нагружаются дополнительным балластом.
Выделяются также гонки на «серийных» автомобилях, наиболее известные из которых проводит NASCAR. Однако если другие кузовные машины в основном соответствуют внешне своему прототипу, то сегодняшние автомобили NASCAR отличаются друг от друга только эмблемами производителя, представляя собой силуэт-прототипы, а выражение «серийный автомобиль» (stock car), стало самостоятельным термином для обозначения машин, похожих на используемые в NASCAR. Когда NASCAR только появилась, гоночные автомобили делали прямо из серийных, что и отражено в названии организации — Национальная ассоциация гонок на серийных автомобилях. Гонки на «сток-карах» чаще всего проводятся на овальных трассах, где почти нет крутых поворотов.
Хотя кузовные гонки и не такие скоростные, как Формула-1, внешнее сходство кузовных автомобилей, находящихся на трассе, с машинами зрителей делает их одними из самых интересных и зрелищных соревнований. Они неизменно привлекают внимание обширной аудитории. Аэродинамика вышеупомянутых автомобилей играет гораздо меньшую роль, чем в Формуле-1. Кузовные автомобили гораздо прочнее, что позволяет пилотам вести увлекательную контактную борьбу.
Наряду с гонками на короткие дистанции, многие кузовные чемпионаты проводят гонки «на выносливость», которые длятся от 3 до 24 часов и являются проверкой надёжности команды и механиков, самой машины и скорости пилота. Самые известные — 24 часа Ле-Мана и 24 часа Нюрбургринга.

## Разница между туринговым и спортивным автомобилем

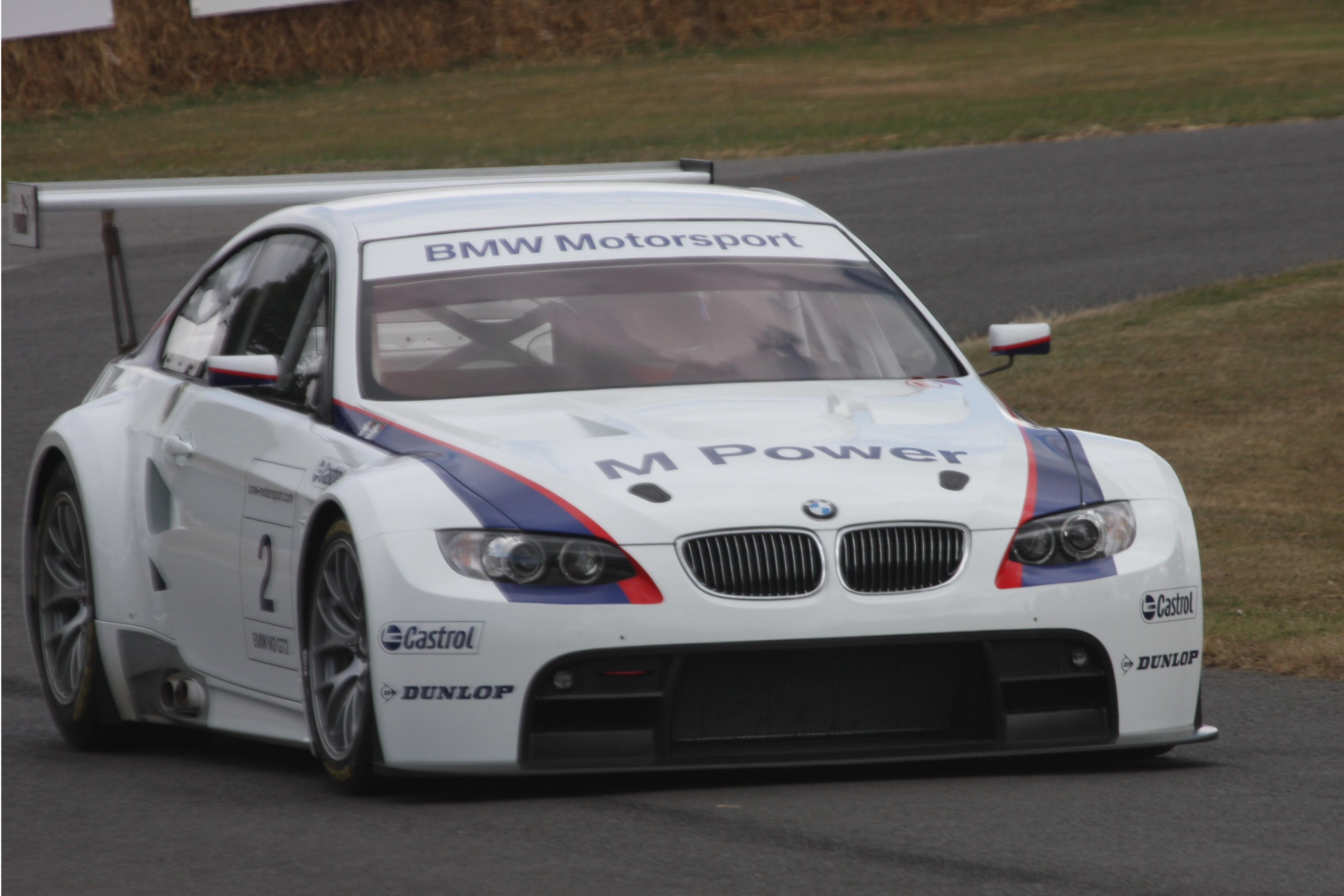
BMW M3 GT (E92)

Принципиальное различие заключается в том, что кузовные гоночные автомобили создаются на базе серийных машин (хетчбэки, седаны, универсалы). Гоночные автомобили класса GT, в свою очередь, построены, как правило, на базе более мощных и дорогих моделей серийных спортивных автомобилей, таких как Ferrari, Lamborghini, Maserati и Aston Martin. Одно время кузовные машины определялись как имеющие две двери на борт, а GT — как имеющие одну дверь на борт, однако эта классификация была весьма условной и вышла из употребления. Что касается технической части, в кузовном автомобиле используются многие детали и агрегаты серийных моделей. Однако чем выше уровень серии, тем больше изменений. Так, например, BMW M3 GT (гоночный автомобиль класса GT) способен проехать круг на 20 секунд быстрее серийного BMW M3.
Многие кольцевые гоночные серии, такие как BTCC и ныне приостановленный JTCC, отличаются от соревнований на спортивных автомобилях тем, что используют переднеприводные, полноприводные и заднеприводные автомобили с двигателями, как правило, меньшего объёма.
Несмотря на то, что в целом уровень технической подготовки кузовных автомобилей ниже, чем у спортивных, из этого правила есть исключения. DTM, немецкий кольцевой чемпионат, считается одной из самых технологически продвинутых кузовных гоночных серий в мире. Начинка его машин, спрятанная под декоративным кузовом, ближе скорее к прототипам, чем к туринговым автомобилям и, по мнению специалистов, данная серия называется кузовной лишь с большой натяжкой.

## Кузовные гоночные серии

### World Touring Car Championship
В 2005 году FIA присвоила статус чемпионата мира бывшему чемпионату Европы. С этих пор он получил название World Touring Car Championship (WTCC).
Серия гонок проводится на самых известных автодромах мира. До недавнего времени в ней принимали участие заводские команды BMW, SEAT, Chevrolet. Но с этого года только Chevrolet сохранил в чемпионате заводскую команду, а два других концерна только обеспечивают полную техническую поддержку частных команд. В 2011 году к чемпионату также присоединилось Volvo. Пока завод выставляет только один автомобиль, и в будущем предполагает более активное участие в чемпионате. С 2011 года на Чемпионате мира по турингу вступили в силу новые технические требования, которые предполагают использование турбированных двигателей объёмом 1,6 литра.
В последнее время политика Международной автомобильной федерации направлена на повсеместное снижение затрат на участие в автомобильных соревнованиях. В 2011 году Чемпионат перешел с 2000-кубовых моторов на 1600-кубовые турбодвигатели, однако машины, оснащенные предыдущими двухлитровыми моторами, по-прежнему широко используются во многих национальных чемпионатах. В связи со своей дороговизной попали под запрет многие технологии, которые широко использовались при производстве серийных автомобилей — например, изменяемая геометрия впускного тракта, изменяемые фазы газораспределения, а также АБС и тракшн-контроль.

### Российская серия кольцевых гонок
Профессиональный кузовной турнир по автомобильным кольцевым гонкам. Статус соревнований — чемпионат России, Кубок России. Гоночная серия создана в 2014 году. Является правопреемником чемпионатов и кубков страны, проводившихся с 1993 года (в том числе в рамках турниров RTCC (2004—2011) и RRC (2012—2013).  
Среднее число участников — около 100 пилотов из различных регионов. В заездах участвуют в среднем 15—20 машин, в зависимости от класса. Турнир состоит из семи этапов, которые обычно начинаются в мае и заканчиваются в сентябре. Перерыв между этапами составляет от двух недель до месяца. Проводится на семи стационарных трассах страны — в Смоленске (автодром Смоленское кольцо), Грозном (автодром Крепость Грозная), Нижнем Новгороде (автодром Нижегородское кольцо), Казани (автодром Казань-ринг), Подмосковье (автодромы ADM Raceway и Moscow Raceway) и Сочи (Сочи Автодром). 
Дисциплины: Туринг, Супер-Продакшн, Туринг-Лайт, S1600 и S1600 Юниор. В соревнованиях принимают участие: двухлитровые автомобили с турбонаддувом международной категории TCR в классе Туринг, разнообразные виды моделей с двигателями объёмом 1,6—2 литра с турбонаддувом и без него — в Супер-Продакшне, а также автомобили с объёмом двигателя в 1,6 литра различного уровня подготовки в категориях Туринг-Лайт, S1600 и S1600 Юниор, в последних двух классах используются только авто российской сборки.

### DTM
Серия DTM (название изначально расшифровывалось как Deutsche Tourenwagen-Meisterschaft) была приостановлена в 1996 году и возобновлена под названием Deutsche Tourenwagen Masters в 2000 году. В ней участвуют автомобили с 4-литровым мотором конфигурации V8, построенные на основе пространственной рамы. Сходство с серийными машинами придают декоративные карбоновые кузовные панели, которые крепятся на специальные защёлки и легко снимаются в боксах для обслуживания нужных узлов, но крыша и её стойки заимствованы у серийных автомобилей. Чтобы снизить затраты на гонку, сила двигателя ограничена мощностью около 470—480 л. с., а трансмиссия, тормоза и шины (Hankook) стандартны для всех машин.
Размер автомобилей и аэродинамика также унифицированы. Машины DTM весят примерно 1050 кг, что позволяет им очень быстро проходить повороты. Также кузова специально украшены аэрографией, огромными арками колес и диффузорами.
Более 20 конкурсантов на Opel Astra, Audi TT и Mercedes-Benz CLK приняли участие в обновленном DTM в 2000 году. Серьёзным испытанием для серии стал отказ Opel от участия в соревнованиях в 2006. Однако гоночная серия пережила это известие и сохранила свою популярность. В настоящее время соревнования проводятся на 22 Audi RS, BMW M3 и Mercedes-Benz C-Class.

### British Touring Car Championship
British Touring Car Championship (BTCC) в данный момент проводится на 9 трассах в Великобритании на машинах сразу двух классов: BTC Touring и Super 2000. Чтобы уравнять категории, используется балласт. С 2011 автомобили, участвующие в BTCC, получат новую категорию. Новое поколение кузовных автомобилей будет постепенно отходить от технических характеристик Super-2000. Это двухлитровые машины в кузове седан или хетчбэк, с мощностью до 270 л. с. Могут быть переднеприводными или заднеприводными. В 2010 году в BTCC участвовали команды Chevrolet и Honda. С тех пор как у BTCC дефицит бюджета, в чемпионате участвует множество частников и любителей. Из крупных автоконцернов представлены BMW, Vauxhall Motors, Ford, Honda, Volkswagen and SEAT.
До 2011 года BTCC проводился на машинах с двухлитровым двигателем по регламенту супертуринга, и в период расцвета свои команды выставляли около 9 производителей автомобилей. Многие чемпионы той эпохи теперь выступают на WTCC. Между 2002 и 2006 у BTCC был свой собственный класс кузовных автомобилей, в который входили машины категорий Супер-Продакшн и Супер-2000. Класс «Туринг» был основан на машинах класса «Супер-2000». Только частникам разрешалось ездить на кузовных автомобилях старого типа. Внедрение нового поколения кузовных автомобилей с 2011 года ознаменовало переход с машин класса «Супер-2000» на принципиально новые. Главная цель этих изменений — сократить расходы на гонки, что должно способствовать развитию автоспорта.

### Гонки NASCAR

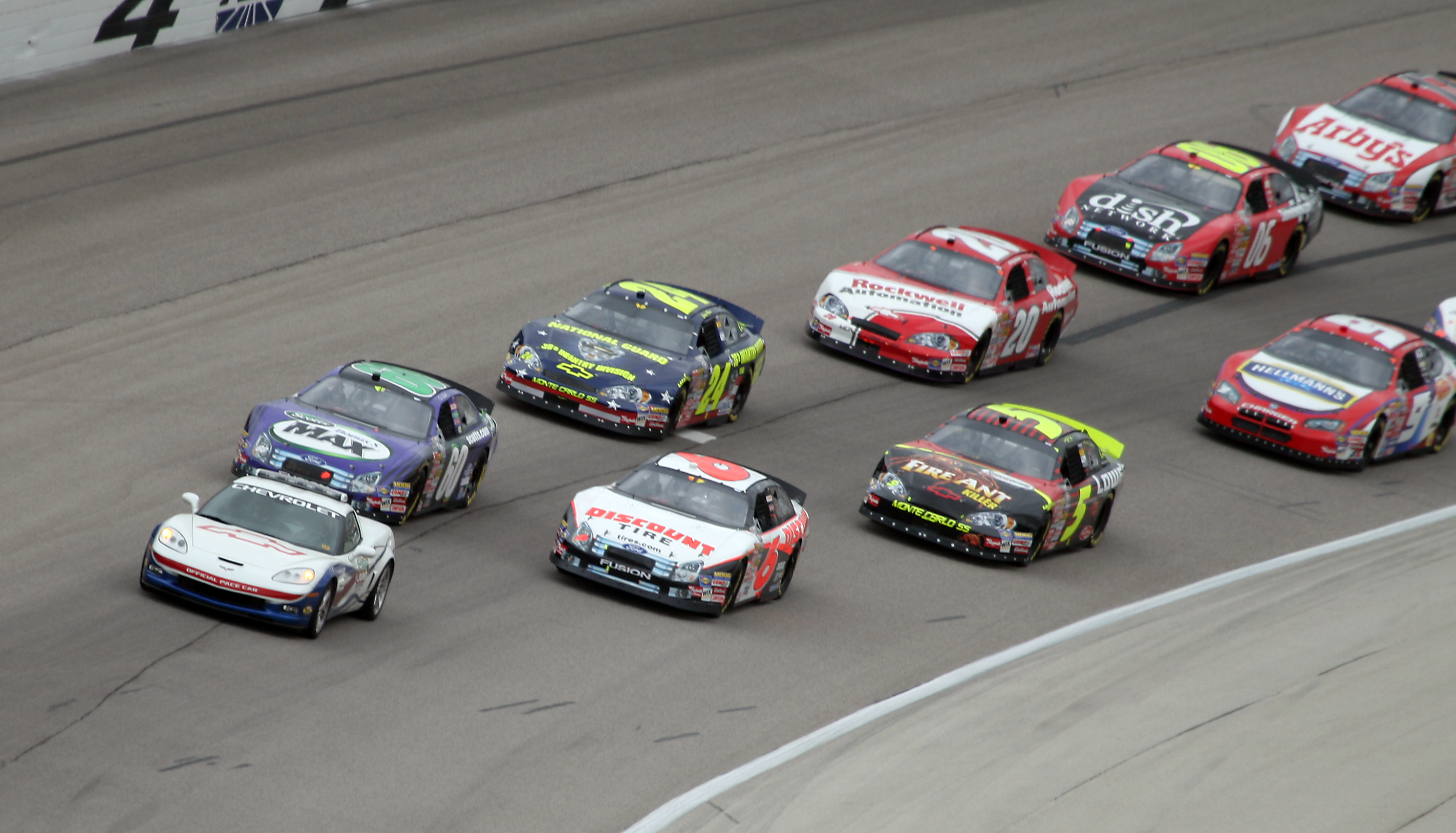
Гонки NASCAR Busch Series на автодроме Texas Motor Speedway, 2007 год. Впереди гоночных машин едет машина безопасности.

Национальная ассоциация гонок серийных автомобилей (National Association of Stock Car Auto Racing) проводит большое количество различных чемпионатов (серий) в США, а также в Мексике, Канаде и Европе. Три самых крупные серии NASCAR — Monster Energy NASCAR Cup Series, NASCAR Xfinity Series и NASCAR Camping World Truck Series.
В этих кольцевых гонках участвуют так называемые сток-кары, которые носят имена серийных автомобилей, однако не похожи на них даже внешне. Эти автомобили имеют трубчатую стальную раму.